# العلاقات التنزانية الفيتنامية
العلاقات التنزانية الفيتنامية هي العلاقات الثنائية التي تجمع بين تنزانيا وفيتنام.

## مقارنة بين البلدين
هذه مقارنة عامة ومرجعية للدولتين:
| وجه المقارنة                                              | تنزانيا                        | فيتنام           |
| --------------------------------------------------------- | ------------------------------ | ---------------- |
| المساحة (كم2)                                             | 947.30 ألف                     | 331.69 ألف       |
| عدد السكان (نسمة)                                         | 57.31 مليون                    | 94.66 مليون      |
| الكثافة السكانية (ن./كم²)                                 | 60.5                           | 285.39           |
| العاصمة                                                   | دودوما                         | هانوي            |
| اللغة الرسمية                                             | اللغة السواحلية، لغة إنجليزية  | اللغة الفيتنامية |
| العملة                                                    | شيلينغ تانزاني                 | دونغ فيتنامي     |
| الناتج المحلي الإجمالي (بليون دولار)                      | 52.09 مليار                    | 234.19 مليار     |
| الناتج المحلي الإجمالي (تعادل القوة الشرائية) بليون دولار | 138.73 مليار                   | 553.42 مليار     |
| الناتج المحلي الإجمالي الاسمي للفرد دولار أمريكي          | 878                            | 2.48 ألف         |
| الناتج المحلي الإجمالي للفرد دولار أمريكي                 | 2.54 ألف                       | 5.63 ألف         |
| مؤشر التنمية البشرية                                      | 0.521                          | 0.666            |
| رمز المكالمات الدولي                                      | +255                           | +84              |
| رمز الإنترنت                                              | .tz                            | .vn              |
| المنطقة الزمنية                                           | ت ع م+03:00، توقيت شرق أفريقيا | ت ع م+07:00      |

## منظمات دولية مشتركة
يشترك البلدان في عضوية مجموعة من المنظمات الدولية، منها:
| علم المنظمة | اسم المنظمة                        | تاريخ انضمام تنزانيا | تاريخ انضمام فيتنام |
| ----------- | ---------------------------------- | -------------------- | ------------------- |
|             | مؤسسة التنمية الدولية              | 6 نوفمبر 1962        | 24 سبتمبر 1960      |
|             | يونسكو                             | 6 مارس 1962          | 6 يوليو 1951        |
|             | وكالة ضمان الاستثمار متعدد الأطراف | 19 يونيو 1992        | 5 أكتوبر 1994       |
|             | الأمم المتحدة                      | 14 ديسمبر 1961       | 20 سبتمبر 1977      |
|             | الاتحاد البريدي العالمي            | ?                    | ?                   |
|             | البنك الدولي للإنشاء والتعمير      | 10 سبتمبر 1962       | 21 سبتمبر 1956      |
|             | الاتحاد الدولي للاتصالات           | 31 أكتوبر 1962       | 24 سبتمبر 1951      |
|             | منظمة حظر الأسلحة الكيميائية       | ?                    | ?                   |
|             | مؤسسة التمويل الدولية              | 10 سبتمبر 1962       | 4 أغسطس 1967        |
|             | منظمة التجارة العالمية             | 1995                 | 11 يناير 2007       |
|             | منظمة الشرطة الجنائية الدولية      | ?                    | ?                   |

## وصلات خارجية
- موقع وزارة الخارجية التنزانية
- موقع وزارة الخارجية الفيتنامية